# Poxoréu
Poxoréu is een gemeente in de Braziliaanse deelstaat Mato Grosso. De gemeente telt 17.758 inwoners (schatting 2009).

## Aangrenzende gemeenten
De gemeente grenst aan Dom Aquino, General Carneiro, Guiratinga, Juscimeira, Novo São Joaquim, Primavera do Leste, Rondonópolis, São José do Povo, São Pedro da Cipa en Tesouro.